# Liste der österreichischen Abgeordneten zum EU-Parlament (1996–1999)
Die Liste der österreichischen Abgeordneten zum EU-Parlament (1996–1999) listet alle österreichischen Mitglieder des 4. Europäischen Parlamentes nach der Europawahl in Österreich 1996.

## Mandatsstärke der Parteien
- Grüne: 1
- SPE: 6
- ELDR: 1
- EVP: 7
- NI: 6

| Nationale Partei                             | Mandate | Fraktion                                                                    |
| -------------------------------------------- | ------- | --------------------------------------------------------------------------- |
| Österreichische Volkspartei (ÖVP)            | 7       | Fraktion der Europäischen Volkspartei (EVP)                                 |
| Sozialdemokratische Partei Österreichs (SPÖ) | 6       | Fraktion der Sozialdemokratischen Partei Europas (SPE)                      |
| Freiheitliche Partei Österreichs (FPÖ)       | 6       | Fraktionslose Abgeordnete (NI)                                              |
| Die Grünen – Die Grüne Alternative (GRÜNE)   | 1       | Fraktion Die Grünen                                                         |
| Liberales Forum (LIF)                        | 1       | Fraktion der Europäischen Liberalen, Demokratischen und Reformpartei (ELDR) |
| Gesamt                                       | 21      |                                                                             |

## Abgeordnete
| Name                       | Bild | Partei | Partei | Fraktion | von               | bis             | Anmerkung |
| -------------------------- | ---- | ------ | ------ | -------- | ----------------- | --------------- | --- |
| Maria Berger               |      |        | SPÖ    | SPE      | 11. November 1996 | 14. Juli 2009   | mit Unterbrechung (Bundesministerin für Justiz 11.01.2007 – 02.12.2008) Abgeordnete: 11.11.1996 – 10.01.2007 11.12.2008 – 14.07.2009 |
| Herbert Bösch              |      |        | SPÖ    | SPE      | 1. Jänner 1995    | 14. Juli 2009   | |
| Harald Ettl                |      |        | SPÖ    | SPE      | 11. November 1996 | 14. Juli 2009   | |
| Marilies Flemming          |      |        | ÖVP    | EVP      | 11. November 1996 | 19. Juli 2004   | |
| Friedhelm Frischenschlager |      |        | LIF    | ELDR     | 11. November 1996 | 20. Juli 1999   | |
| Ilona Graenitz             |      |        | SPÖ    | SPE      | 1. Jänner 1995    | 20. Juli 1999   | |
| Karl Habsburg-Lothringen   |      |        | ÖVP    | EVP      | 11. November 1996 | 20. Juli 1999   | |
| Gerhard Hager              |      |        | FPÖ    | NI       | 11. November 1996 | 19. Juli 2004   | |
| Hilde Hawlicek             |      |        | SPÖ    | SPE      | 1. Jänner 1995    | 20. Juli 1999   | |
| Hans Kronberger            |      |        | FPÖ    | NI       | 11. November 1996 | 19. Juli 2004   | |
| Franz Linser               |      |        | FPÖ    | NI       | 26. April 1996    | 20. Juli 1999   | |
| Klaus Lukas                |      |        | FPÖ    | NI       | 16. Jänner 1996   | 20. Juli 1999   | |
| Hubert Pirker              |      |        | ÖVP    | EVP      | 11. November 1996 | 30. Juni 2014   | mit zwei Unterbrechungen Abgeordneter: 11.11.1996 – 19.07.2004 01.02.2006 – 14.07.2009 31.03.2011 – 30.06.2014                       |
| Reinhard Rack              |      |        | ÖVP    | EVP      | 1. Jänner 1995    | 14. Juli 2009   | |
| Daniela Raschhofer         |      |        | FPÖ    | NI       | 11. November 1996 | 19. Juli 2004   | |
| Paul Rübig                 |      |        | ÖVP    | EVP      | 25. Jänner 1996   | 1. Juli 2019    | |
| Agnes Schierhuber          |      |        | ÖVP    | EVP      | 1. Jänner 1995    | 14. Juli 2009   | |
| Peter Sichrovsky           |      |        | FPÖ    | NI       | 11. November 1996 | 19. Juli 2004   | |
| Ursula Stenzel             |      |        | ÖVP    | EVP      | 11. November 1996 | 31. Jänner 2006 | |
| Hannes Swoboda             |      |        | SPÖ    | SPE      | 11. November 1996 | 30. Juni 2014   | |
| Johannes Voggenhuber       |      |        | GRÜNE  | Grüne    | 1. Jänner 1995    | 14. Juli 2009   | |